# Idioma balinés

Distribución de Balinés en Islas menores de la Sonda
El Balinés es el idioma nativo y mayoritario.
El Balinés es una lengua minoritaria significativo.

Signos básicos del alfabeto balinés.
Nota: Dispuesto en orden javanés.

Balinés (nativo: Basä(e) Bali) o simplemente idioma  de Bali es una lengua malayo-polinesio hablado por Balineses, Bali Aga y otros subgrupos étnicos balineses en la isla de Bali, Indonesia. hablada por 3,3 millones de personas (en 2000) en la isla indonesia de Bali, así como en el norte de Nusa Penida, Lombok occidental, oriente de Java, sur de Sumatra y Célebes.
La gran mayoría de los hablantes del balinés también saben indonesio. La Agencia Cultural de Bali estimó en 2011 que la cantidad de personas que todavía usan el idioma balinés en su vida diaria en la isla de Bali es inferior a un millón. El lenguaje ha sido clasificado como 'no en peligro' por Glottolog.
Los registros lingüísticos más altos del idioma toman mucho del javanés: una forma antigua de javanés clásico, kawi, es usado en Bali como lengua religiosa y ceremonial.

## Sistema de numeración
El balinés tiene un sistema de numeración decimal, pero se complica con numerosas palabras para cantidades intermedias como por ejemplo, 45, 175 o 1600.

## Escritura
El balinés escrito tiene dos sistemas de escritura diferentes: la escritura balinesa y, en tiempos modernos, la escritura latina.